# Jardín botánico de São Paulo

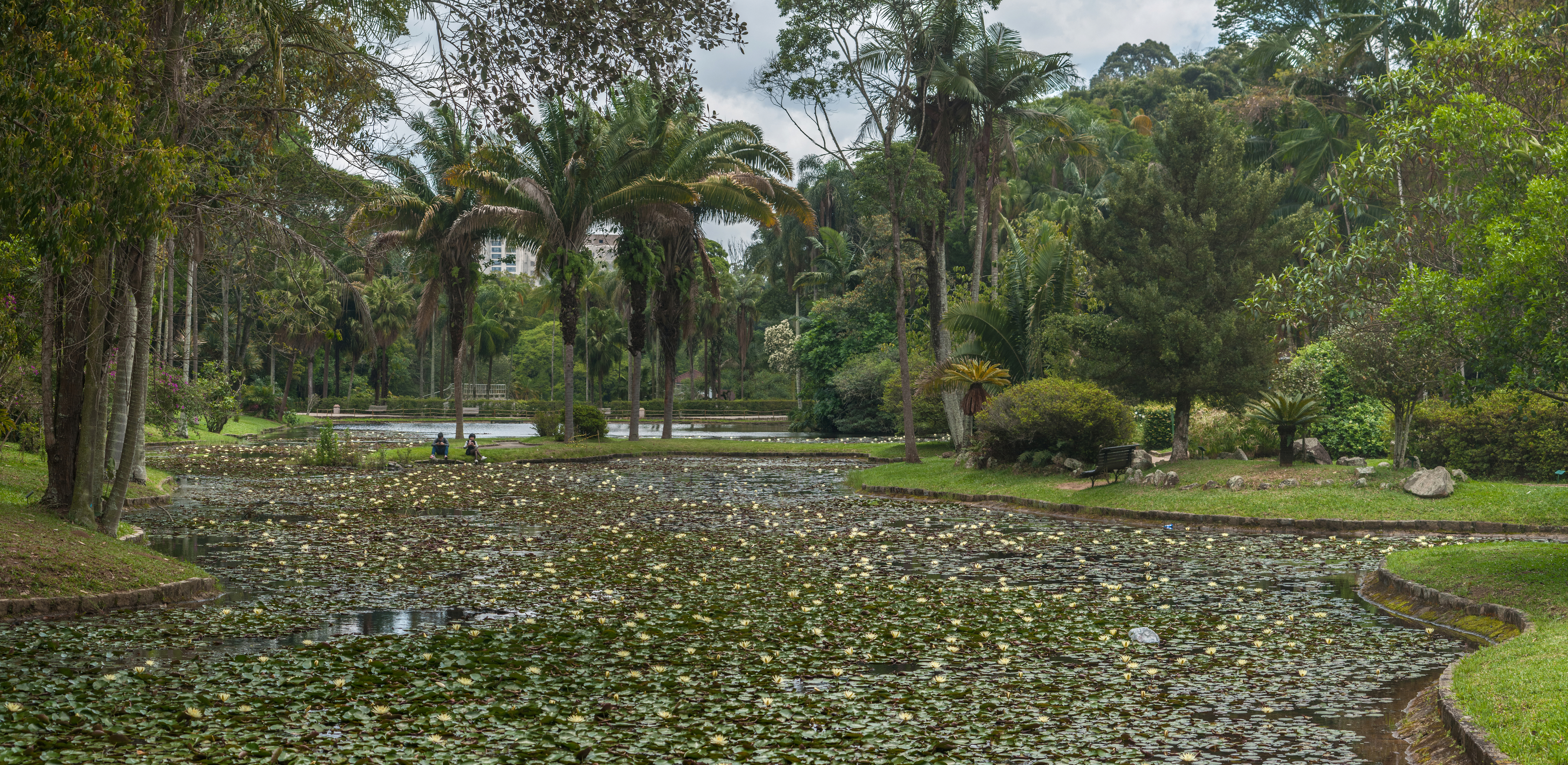
Jardín Botánico de Sao Paulo.

El Jardín Botánico de São Paulo (en portugués: Jardim Botânico de São Paulo) es un jardín botánico de unos 360.000 m² de extensión que se encuentra en la ciudad de São Paulo, Brasil. Su código de identificación internacional es SP.

## Localización
Situado dentro del Parque Estadual das Fontes do Ipiranga, barrio de Água Funda, en la capital del Estado de São Paulo.
Jardim Botanico de Sao Paulo e Instituto de Botânica, Av. Miguel Estefano 3031, Caixa Postal 400501051 São Paulo, Brasil.
- Teléfono: (0xx11) 5073-6300 ramal 225 o 305

## Historia
Fue creado en 1938 como Departamento de Botânica do Estado, dependiente de la Secretaria de Agricultura, Indústria e Comércio, mediante el Decreto 9715 de 9/11/1938.
En 1942, fue transformado en el Instituto de Botânica, dependiente de la Secretaria de Agricultura e Abastecimento, mediante el Decreto 12499 de 7/01/1942.
En 1987 fue transferido a la Secretaria de Estado do Meio Ambiente.

## Colecciones
Este jardín botánico alberga unas 50,000 accesiones, que se presentan agrupadas como : 
- Orchidaceae (unas 20,000 accesiones),
- Ornamentales (unas 5,000 accesiones),
- Plantas acuáticas,
- Hongos terrestres (unas 1,000 accesiones),
- Palmas,
- Plantas de interés económico entre las que se incluyen árboles frutales y productores de madera.
- Plantas de la familia Gesneriaceae,
- Plantas de la familia Marantaceae,
- Pteridophytas,